# Ride (bài hát của Twenty One Pilots)
"Ride" là một ca khúc do nhóm nhạc Mỹ Twenty One Pilots viết và thu âm từ album phòng thu thứ tư của nhóm Blurryface. "Ride" ban đầu được phát hành làm đĩa đơn quảng bá trên Youtube vào ngày 11 tháng 5 năm 2015. Video âm nhạc cho bài hát được phát hành trong ngày kế tiếp.. Ca khúc được gửi tới radio hit đương đại Mỹ vào ngày 12 tháng 4 năm 2016 làm đĩa đơn chính thức thứ năm từ album. Bài hát là một hit lâu ngày và đạt vị trí thứ 5 trên Billboard Hot 100.

## Video âm nhạc
Video âm nhạc cho "Ride" chiếu cảnh Tyler Joseph và Josh Dun biểu diễn ở giữa một khu rừng, đột ngột chuyển cảnh từ ngày sang đêm một vài lần trong video. Joseph đi bộ trong rừng khi đang hát và chơi guitar bass bên cạnh Dun chơi trống. Gần cuối đoạn video, cả Joseph và Dun đều đeo kính mắt và ngay lập tức chuyển đến một buổi hòa nhạc trước khi video kết thúc với Joseph hát ca từ cuối trở lại rừng. Tính đến tháng 3 năm 2017, video đã có 410 triệu lượt xem trên Youtube.

## Diễn biến thương mại
"Ride" đạt vị trí thứ năm trên Billboard Hot 100, chiếm vị trí quán quân trên các bảng xếp hạng Hot Rock Songs, Mainstream Top 40 và Alternative Songs, đứng thứ tư trên Adult Top 40 và thứ năm trên Hot Dance Airplay. Vị trí xếp hạng cùng với "Heathen" đứng ở vị trí thứ tư, giúp Twenty One Pilots trở thành nghệ sĩ rock thứ ba (sau Elvis Presley và The Beatles, đánh dấu cột mốc sau 47 năm) và nghệ sĩ alternative rock đầu tiên có đồng thời hai đĩa đơn lọt vào tốp 5 trong lịch sử 58 năm của bảng xếp hạng. Đây là đĩa đơn đạt vị trí xếp hạng cao thứ ba của nhóm tính đến nay sau "Heathens" và "Stressed Out". "Ride cũng nằm trong tốp 20 ở nhiều quốc gia khác nhau như Úc, Canada, Slovakia và Pháp. Tính đến tháng 12 năm 2016, "Ride" đã tiêu thụ 1,2 triệu bản tại Hoa Kỳ. Bài hát còn được sử dụng trong video game WWE 2K17.

## Định dạng bài hát
| Tải kĩ thuật số / stream | Tải kĩ thuật số / stream | Tải kĩ thuật số / stream |
| STT                      | Nhan đề                  | Thời lượng               |
| ------------------------ | ------------------------ | ------------------------ |
| 1.                       | "Ride"                   | 3:34                     |

| Đĩa CD | Đĩa CD                     | Đĩa CD     |
| STT    | Nhan đề                    | Thời lượng |
| ------ | -------------------------- | ---------- |
| 1.     | "Ride"                     | 3:34       |
| 2.     | "Ride" (MSTR Rogers remix) |            |

## Thành viên thực hiện
- Tyler Joseph – Hát chính, bass guitar, piano, keyboard, guitar, organ
- Josh Dun – trống, nhạc cụ

## Diễn biến thương mại
| Xếp hạng (2016)                                 | Vị trí cao nhất |
| ----------------------------------------------- | --------------- |
| Úc (ARIA)                                       | 18              |
| Áo (Ö3 Austria Top 40)                          | 7               |
| Bỉ (Ultratop 50 Flanders)                       | 13              |
| Bỉ (Ultratop 50 Wallonia)                       | 7               |
| Canada (Canadian Hot 100)                       | 13              |
| Cộng hòa Séc (Rádio Top 100)                    | 12              |
| Cộng hòa Séc (Singles Digitál Top 100)          | 10              |
| Đan Mạch (Tracklisten)                          | 40              |
| France (SNEP)                                   | 11              |
| Trường songid là BẮT BUỘC CHO BẢNG XẾP HẠNG ĐỨC | 21              |
| Germany (Airplay Chart)                         | 13              |
| Guatemala (Monitor Latino)                      | 17              |
| Hungary (Stream Top 40)                         | 23              |
| Ireland (IRMA)                                  | 38              |
| Ý (FIMI)                                        | 23              |
| Latvia (Latvijas Top 40)                        | 3               |
| Lebanon (Lebanese Top 20)                       | 12              |
| Mexico (Monitor Latino)                         | 6               |
| Mexico Ingles Airplay (Billboard)               | 1               |
| Hà Lan (Dutch Top 40)                           | 33              |
| Hà Lan (Single Top 100)                         | 33              |
| New Zealand (Recorded Music NZ)                 | 10              |
| Na Uy (VG-lista)                                | 25              |
| Bồ Đào Nha (AFP)                                | 22              |
| Scotland (OCC)                                  | 76              |
| Slovakia (Rádio Top 100)                        | 54              |
| Slovakia (Singles Digitál Top 100)              | 15              |
| Tây Ban Nha (PROMUSICAE)                        | 30              |
| Thụy Điển (Sverigetopplistan)                   | 50              |
| Thụy Sĩ (Schweizer Hitparade)                   | 22              |
| Anh Quốc (OCC)                                  | 47              |
| Hoa Kỳ Billboard Hot 100                        | 5               |
| Hoa Kỳ Adult Pop Airplay (Billboard)            | 4               |
| Hoa Kỳ Hot Rock Songs (Billboard)               | 1               |
| Hoa Kỳ Pop Airplay (Billboard)                  | 1               |
| Hoa Kỳ Dance/Mix Show Airplay (Billboard)       | 5               |

| Xếp hạng (2015)             | Vị trí |
| --------------------------- | ------ |
| US Billboard Hot Rock Songs | 30     |

| Chart (2016)                      | Position |
| --------------------------------- | -------- |
| Australia (ARIA)                  | 71       |
| Austria (Ö3 Austria Top 40)       | 29       |
| Belgium (Ultratop Flanders)       | 54       |
| Belgium (Ultratop Wallonia)       | 41       |
| Canada (Canadian Hot 100)         | 28       |
| Germany (Official German Charts)  | 73       |
| Netherlands (Single Top 100)      | 90       |
| New Zealand (Recorded Music NZ)   | 40       |
| Switzerland (Schweizer Hitparade) | 58       |
| US Billboard Hot 100              | 20       |
| US Adult Contemporary (Billboard) | 42       |
| US Adult Top 40 (Billboard)       | 13       |
| US Hot Rock Songs (Billboard)     | 2        |
| US Mainstream Top 40 (Billboard)  | 9        |

## Chứng nhận
}
| Quốc gia | Chứng nhận  | Số đơn vị/doanh số chứng nhận |
| --- | ----------- | ----------------------------- |
| Úc (ARIA) | Platinum    | 70.000‡                       |
| Canada (Music Canada) | Gold        | 0*                            |
| Ý (FIMI) | 2× Platinum | 100.000‡                      |
| New Zealand (RMNZ) | Gold        | 7,500*                        |
| Anh Quốc (BPI) | Silver      | 200.000‡                      |
| Hoa Kỳ (RIAA) | 3× Platinum | 3.000.000‡                    |
| * Chứng nhận dựa theo doanh số tiêu thụ. ^ Chứng nhận dựa theo doanh số nhập hàng. ‡ Chứng nhận dựa theo doanh số tiêu thụ và phát trực tuyến. |             |                               |

## Lịch sử phát hành
| Khu vực  | Ngày                | Định dạng                                 | Hãng đĩa        |
| -------- | ------------------- | ----------------------------------------- | --------------- |
| Toàn cầu | 12 tháng 5 năm 2015 | tải kĩ thuật số (đĩa đơn quảng bá) stream | Fueled by Ramen |
| Hoa Kỳ   | 12 tháng 4 năm 2016 | Contemporary hit radio                    | Fueled by Ramen |